# Lamprima insularis
Lamprima insularis là một loài bọ cánh cứng trong họ Lucanidae. Loài này được W.J. MacLeay mô tả khoa học năm 1885.